# Christer Youssef
Christer Youssef, född 1 december 1987 i Solna, är en svensk före detta fotbollsspelare, med assyriskt/syrianskt ursprung
Youssef började i Bromstens IK, fortsatte i IF Brommapojkarna och skrev i januari 2009 på för tre säsonger med Djurgårdens IF. I september 2009 gjorde Youssef sitt första allsvenska mål i Djurgårdens hemmamatch mot Malmö FF (omgång 22). I nästa omgång – borta mot hans förra klubb Brommapojkarna – gjorde han två mål och gick upp i delad intern skytteligaledning.
I slutet av juli 2012 lånades Youssef ut till Assyriska FF i Södertälje säsongen ut . Youssefs tröjnummer i Djurgården – 10 – övertogs av Erton Fejzullahu som värvades i samma veva. I Assyriska gjorde Youssef 14 matcher med 4 mål under hösten 2012 jämfört med 6 mål och 1 mål under våren 2012 i Djurgården.
I januari 2014 skrev Youssef på ett kontrakt med cypriotiska Aris Limassol fram till sommaren 2015. Den 2 februari 2015 skrev han på för Assyriska FF.
Youssef gjorde 4 U21-landskamper för Sverige.